# Sverigeleden

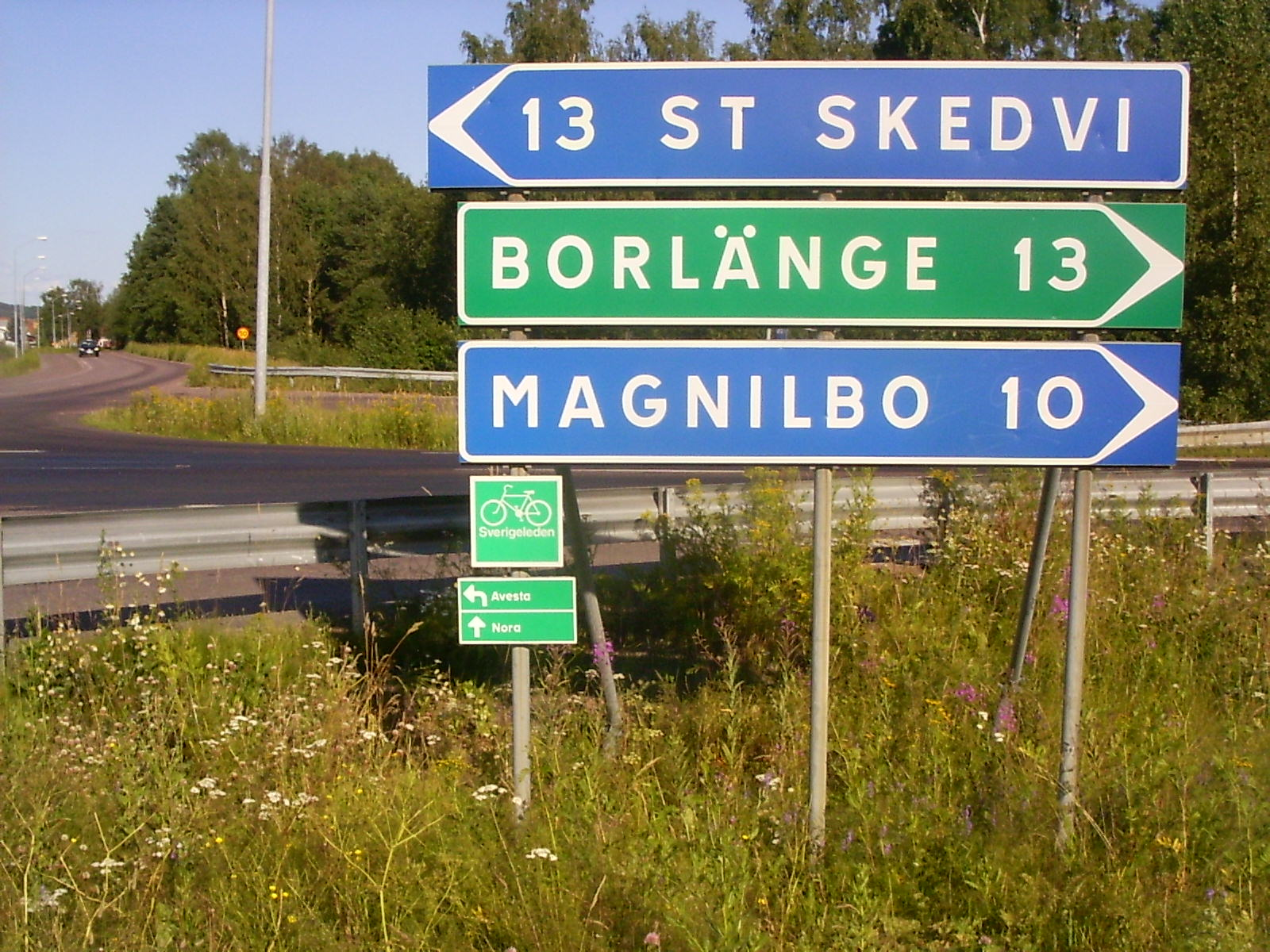
Sverigeledens knutpunkt i Gustafs

Sverigeleden är en cykelled i Sverige, skyltad av Svenska Cykelsällskapet. Leden omfattar ett nät av cykelleder som spänner över en stor del av Sverige och går även in i Norge och Finland. Leden skyltades huvudsakligen åren 1984–1988. 1991 tillkom ytterligare några avsnitt. Leden går på allmänna vägar och den totala sträckan är 9 440 km. Leden går till 99 procent på asfalterade vägar.

## Sträckning
Leden passerar alla Sveriges landskap utom Gotland. Den består av en huvudled och ett antal alternativleder. Huvudleden går mellan Karesuando och Helsingborg (2 620 km).
Det finns alternativa slingor över bland annat Stockholm och Göteborg. Dessutom finns förgreningar mot bland annat Skalmodal (vid gränsen mellan Lappland och Norge), Gäddede (vid gränsen mellan Jämtland och Norge), Kroksätra (vid gränsen mellan Dalarna och Norge), Trelleborg i Skåne och Byxelkrok på Öland. Alternativledernas längd är totalt 3 980 km.
Några avsnitt fortsätter in i Norge och Finland. Avsnitten utanför Sverige är sammanlagt 2 840 km.